# Bauhaus Berlin

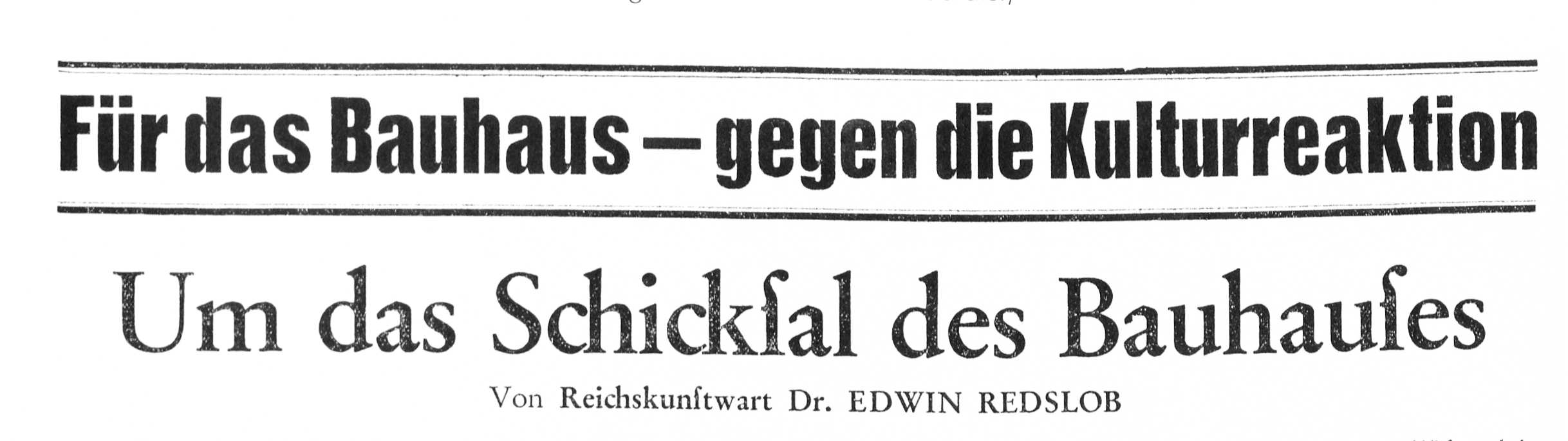
Edwin Redslob zur Schließung in Dessau, 21. August 1932

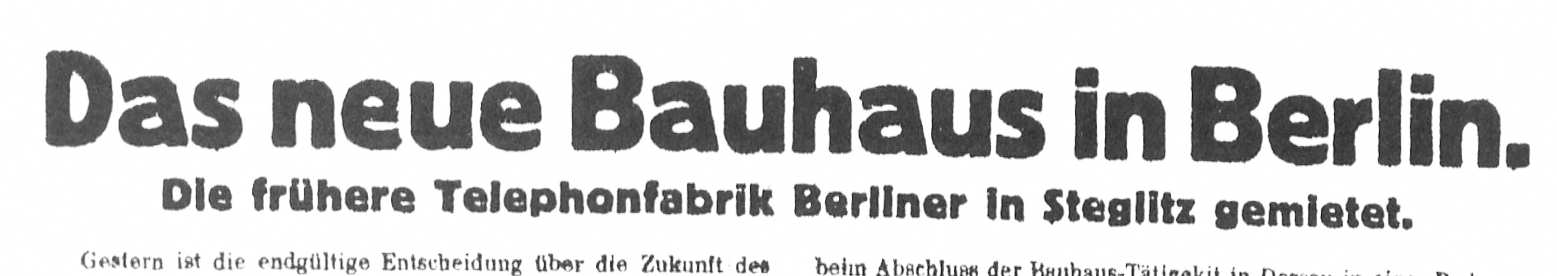
Berliner Tageblatt, 11. Oktober 1932

Das Bauhaus Berlin, auch Bauhaus Steglitz, bestand von 1932 bis 1933 und war nach Weimar und Dessau der dritte Standort der Kunstschule Bauhaus. Es wurde von Ludwig Mies van der Rohe als Privatinstitut gegründet, nachdem das Bauhaus in Dessau vom mehrheitlich nationalsozialistischen Dessauer Gemeinderat geschlossen worden war. Infolge des Machtantritts der Nationalsozialisten im Deutschen Reich war auch das Bauhaus in Berlin zunehmendem Druck ausgesetzt und wurde nach einer Hausdurchsuchung geschlossen. Im Sommer 1933 löste van der Rohe das Bauhaus auf.

## Lage
Das Bauhaus nutzte ein ehemaliges Fabrikgebäude in der Birkbuschstraße südlich des Teltowkanals an der Ecke zur Siemensstraße im Berliner Ortsteil Berlin-Lankwitz, Teil des damaligen Berliner Bezirks Steglitz (heute Bezirk Steglitz-Zehlendorf). Wassily Kandinsky charakterisierte die Lage „an der Grenze von Steglitz und Lankwitz – eine hübsche Gegend“.
Vom Fabrikgebäude existiert ein Foto, das der Bauhausschüler Howard Dearstyne 1932 aufgenommen hatte.

## Geschichte

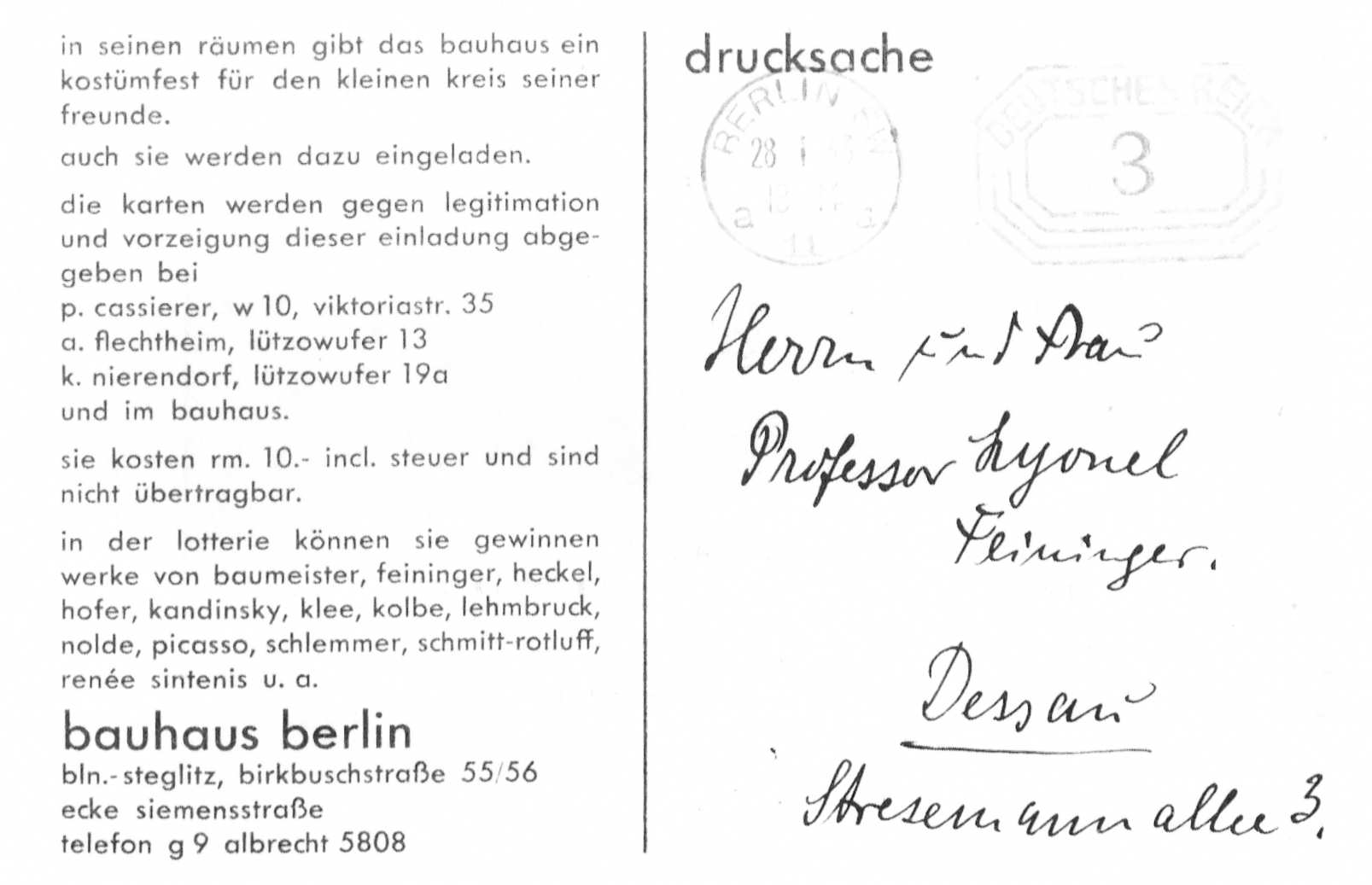
Einladungskarte zum Bauhauskostümfest 18. Februar 1933

Am 24. April 1932 wurde bei den Landtagswahlen im Freistaat Anhalt, dessen Hauptstadt Dessau war, die NSDAP stärkste Fraktion. Damit wurde das Dessauer Bauhaus starkem politischen Druck ausgesetzt. Am 22. August 1932 erfolgte im Gemeinderat von Dessau auf Antrag der NSDAP-Fraktion mit 20 : 5 Stimmen der Beschluss zur Schließung des Bauhauses. Gegen die Schließung stimmten Oberbürgermeister Fritz Hesse und die Abgeordneten der KPD, während die SPD sich der Stimme enthielt. Zum 30. September 1932 wurde die Schließung vollzogen. Während die sozialdemokratisch regierten Städte Magdeburg und Leipzig Interesse an einer Übernahme des Bauhauses zeigten, hatte Mies van der Rohe sich bereits entschieden, das Bauhaus in Berlin als privates Institut mit einem Teil der in Dessau tätigen Lehrkräfte weiterzuführen. Als Ort wählte er die leerstehende Telefonfabrik der Tefag Telephon Aktiengesellschaft (vormals J. Berliner) auf dem Eckgrundstück der Birkbuschstraße 49/Siemensstraße in Berlin-Lankwitz. Das Bauhaus hatte in den Jahren zuvor bereits mit der Tefag zusammengearbeitet. Die Tefag hatte ab 1928 ein vom Bauhaus entworfenes Telefon produziert, mit dem alle Wohnungen im Wohnungsbauprogramm „Neues Frankfurt“ ausgestattet wurden. Nach Übernahme des Unternehmens durch die Standard Elektrik Lorenz waren die Produktionsräume in der Birkbuschstraße frei geworden.
Finanziert wurde das Berliner Bauhaus aus Lizenzeinnahmen und aus der bis 1935 von der Stadt Dessau zugesicherten Weiterzahlung der Lehrergehälter. Der Schwerpunkt sollte auf der Architektenausbildung liegen, das Studium sieben Semester dauern.
Zu den Lehrkräften, die mit nach Berlin zogen, zählten Wassily Kandinsky, Josef Albers, Ludwig Hilberseimer, Lilly Reich und Walter Peterhans. Nicht übernommen wurden Lehrer, die den Kommunisten nahestanden, wie Alfred Arndt und Joost Schmidt. Kommunistische Studenten, die dagegen protestieren, wurden von Mies van der Rohe von der Schule verwiesen. Im Herbst 1932 waren 114 Studierende in Berlin eingeschrieben. Im Bauhaus Berlin fanden am 18. und 25. Februar 1933 die letzten beiden Bauhausfeste als Faschingsball statt.
In Dessau hatte bald nach der Machtergreifung der Nationalsozialisten im Reich die Staatsanwaltschaft einen Untersuchungsausschuss eingerichtet, der belastendes Material gegen den früheren Oberbürgermeister Fritz Hesse finden sollte. In diesem Zusammenhang wurden am 11. April 1933 auch die Räumlichkeiten des Bauhauses in Berlin durchsucht und angeblich kommunistische Zeitschriften entdeckt. Vermutlich war das Belastungsmaterial in Dessau gezielt in die Umzugskisten gegeben worden. Das Berliner Bauhaus wurde daraufhin von der Gestapo versiegelt.

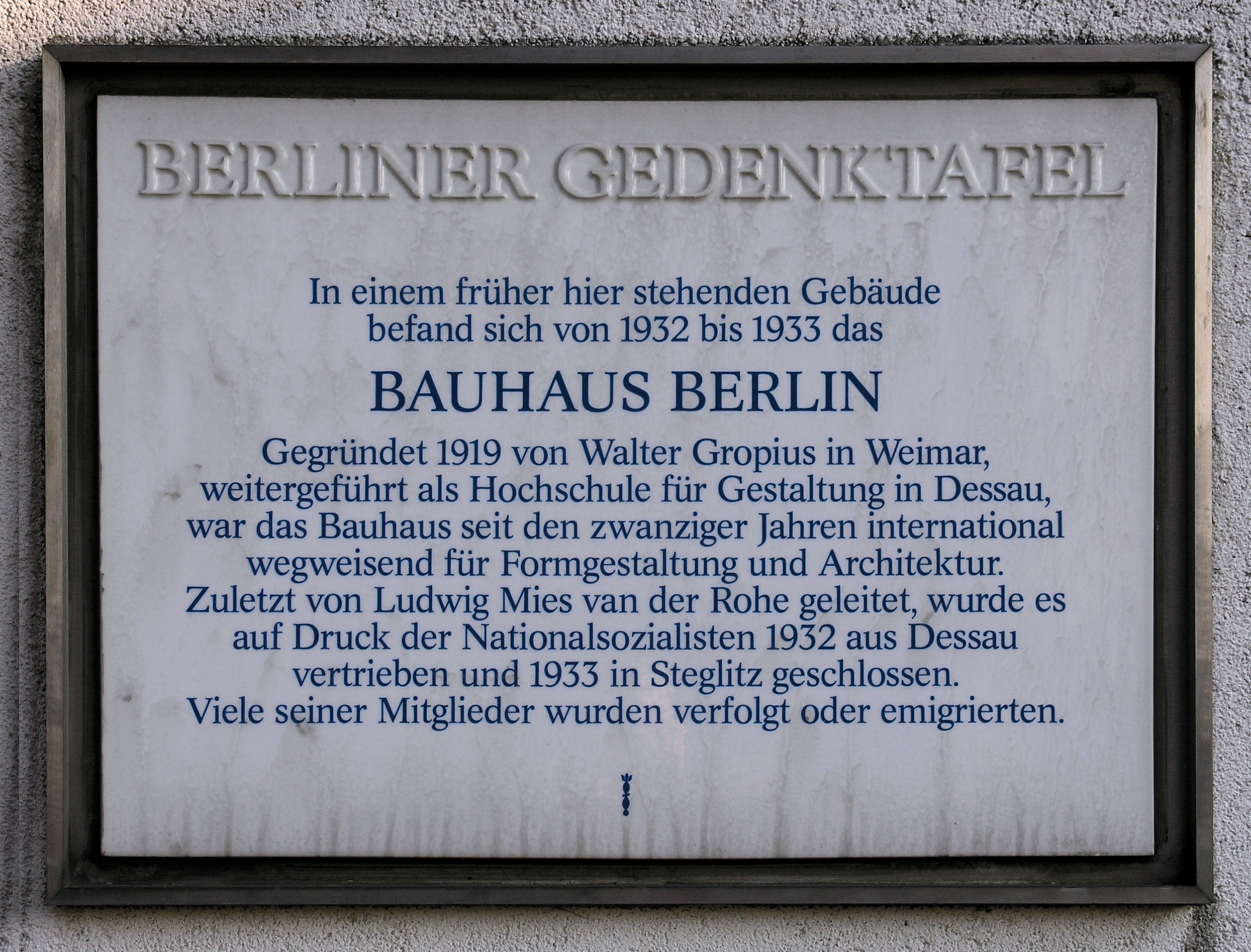
Berliner Gedenktafel am einstigen Standort des Bauhauses

Um das Bauhaus weiter betreiben zu können, suchte Mies van der Rohe Kontakt zu den nationalsozialistischen Machthabern. Unter anderem sprach er mit Alfred Rosenberg über die Wiedereröffnung des nach der Durchsuchung versiegelten Hauses. Im Juni und Juli 1933 teilte die Gestapo Mies van der Rohe mit, das Bauhaus könnte unter bestimmten Bedingungen wiedereröffnet werden. Unter Verweis auf das Gesetz zur Wiederherstellung des Berufsbeamtentums sollten bestimmte Lehrkräfte (etwa jüdische oder politisch missliebige, darunter Wassily Kandinsky und Ludwig Hilberseimer) vom Bauhaus entfernt werden. Außerdem sollte ein Teil der Dozenten in die NSDAP eintreten. Zur gleichen Zeit kündigte der Magistrat der Stadt Dessau, ebenfalls mit Verweis auf das Gesetz zur Wiederherstellung des Berufsbeamtentums, die vertraglich fixierten Gehälter der Dozenten. Das Bauhaus sei eine „Keimzelle des Bolschewismus“. Ein Protest von Mies van der Rohe, „daß die Schließung des Hauses fast nur national gesinnte Menschen traf“, blieb wirkungslos. Da ebenfalls weitere Zahlungen an das Institut ausblieben, stellte Mies van der Rohe aufgrund der finanziellen und politischen Situation im Kreis der Meister im Atelier von Lilly Reich am 19. Juli 1933 den Antrag, das Bauhaus aufzulösen.
Nach der Auflösung des Bauhauses in Berlin gingen viele Lehrer und Studenten in die Emigration. Das vom Bauhaus genutzte Gebäude, das den Zweiten Weltkrieg unbeschadet überstanden hatte, wurde 1974 abgerissen. Eine Berliner Gedenktafel erinnert am einstigen Standort an das Bauhaus.
1979 wurde im Berliner Stadtteil Tiergarten nach Plänen von Gropius und seines Schülers Alexander Cvijanović  ein Gebäude fertiggestellt, das das ursprünglich 1960 in Darmstadt gegründete Bauhaus-Archiv aufnahm. Es dokumentiert allerdings die gesamte Geschichte des Bauhauses und nicht etwa nur die Berliner Epoche.